# Standard Superior
Der Standard Superior ist ein von Josef Ganz entwickelter Kleinwagen, den die 1926 von Wilhelm Gutbrod in Ludwigsburg gegründete Motorradfabrik Standard Fahrzeugbau GmbH von 1933 bis 1935 baute. Schon vor dem von Ferdinand Porsche entwickelten KdF-Wagen, dem VW-Käfer-Vorläufer, wurde er als eines von mehreren Fahrzeug-Modellen der 1920er und 1930er Jahren unterschiedlicher Hersteller in der Werbung auch als Volkswagen bezeichnet.

## Technik

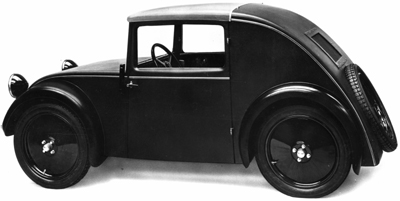
Standard Superior (1933)

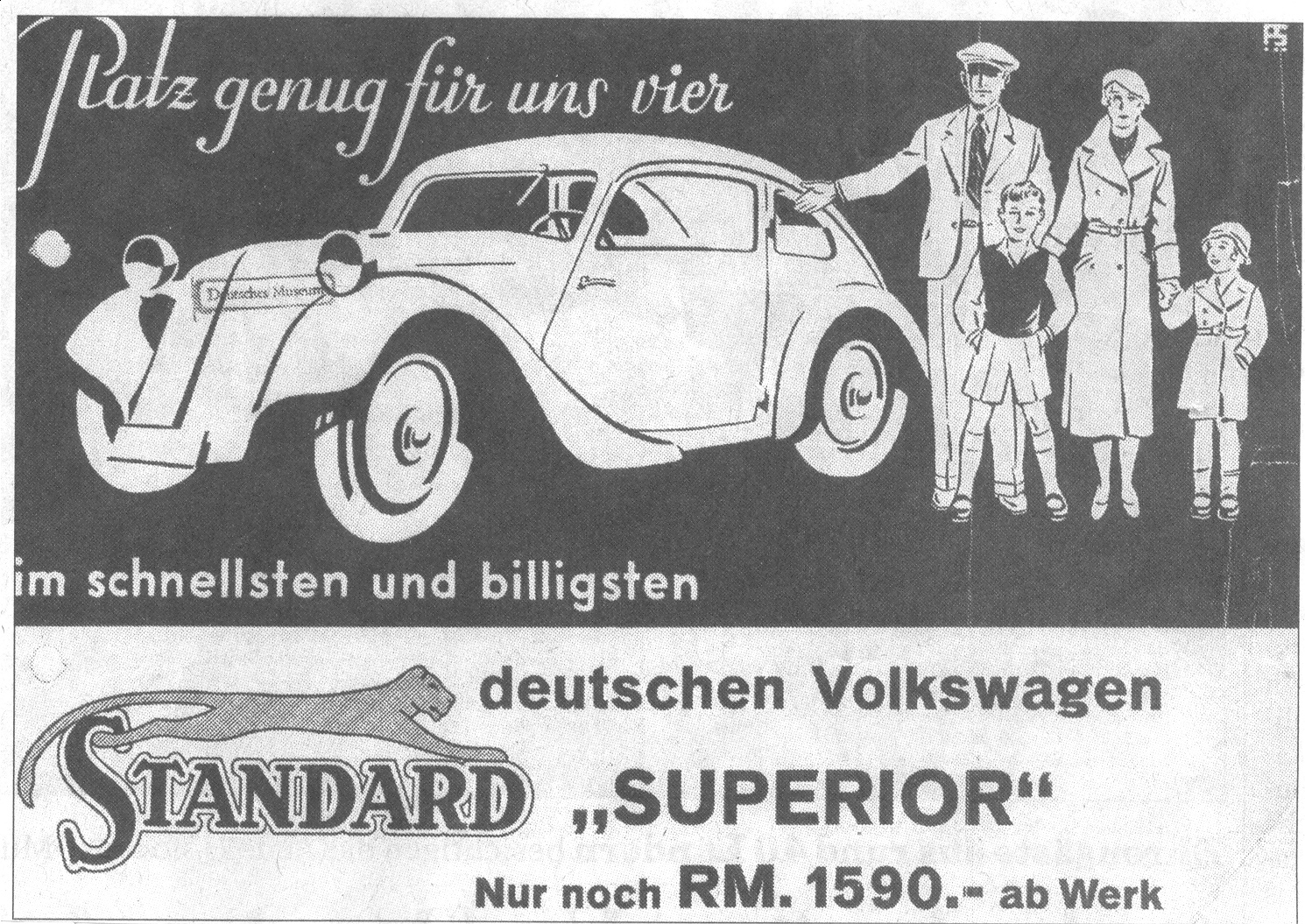
„… im schnellsten und billigsten deutschen Volkswagen“

Die kleine Fließhecklimousine hatte zwei Sitzplätze und zwei hinten angeschlagene Türen. Die Karosserie ruhte auf einem Zentralrohrrahmen. Alle Räder waren einzeln aufgehängt: die vorderen an zwei übereinanderliegenden Querblattfedern, hinten gab es eine Pendelachse mit einer Querblattfeder. Gelenkt wurde mit einer Zahnstangenlenkung mit Mittenabgriff, das heißt, die beiden langen Spurstangen waren nebeneinander an einem Ende der Zahnstange gelagert. Die Wagen hatten vier Scheibenräder, jedoch Bremsen nur an der Hinterachse. Hatte das Modell 1933 noch eine fast senkrecht stehende Windschutzscheibe, war diese ab 1934 mehr nach hinten geneigt. Auch Kotflügel und Türausschnitte wurden ab diesem Jahrgang stromlinienförmiger gestaltet und hinter den Türen zwei zusätzliche Seitenfenster eingebaut. 
Das Modell 400 hatte einen quer vor der Hinterachse liegend eingebauten, wassergekühlten Zweizylinder-Zweitaktmotor mit 396 cm³ Hubraum (Bohrung × Hub = 60 mm × 70 mm), der 12 PS (8,8 kW) bei 3600/min leistete. Außerdem gab es das Modell 500  mit 494 cm³ (Bohrung × Hub = 67 mm × 70 mm) und einer Leistung von 16 PS (11,8 kW) bei 3600/min. Über eine Mehrscheiben-Trockenkupplung und ein Vierganggetriebe wurde die Motorleistung an die schmale Hinterachse (Spurweite: 950 mm) weitergeleitet, die ohne Differentialgetriebe auskam.
Der 400 verbrauchte durchschnittlich 7 Liter Zweitaktgemisch pro 100 km und erreichte eine Höchstgeschwindigkeit von 70 km/h. Beim 500 lagen die entsprechenden Werte bei 8 Liter Zweitaktgemisch und 80 km/h.

## Geschichte
Als die Motorradfabrik ihr erstes Automobil, das von Josef Ganz konstruiert worden war, vorstellte, war die Weltwirtschaftskrise noch spürbar. Trotzdem brachte dieses minimalistische, von der Kraftfahrzeugsteuer befreite Fahrzeug keinen durchschlagenden Verkaufserfolg, zumal der Verkaufspreis mit 1.590 Reichsmark (entspricht heute ungefähr 8.900 EUR) nur wenig unter dem größerer Wagen lag.
Im Jahr 1933 wurden nur 360 Exemplare verkauft, und auch in den beiden folgenden Jahren lagen die Verkaufszahlen kaum darüber. Die Fertigung wurde 1935 eingestellt, ohne dass ein Nachfolger produziert wurde.